# David Roth
David Roth (Oberpullendorf, 1985) is een Oostenrijkse kunstenaar. Hij benadert schilderkunst op een alternatieve wijze en is experimenteel, zoekend naar nieuwe expressievormen.  Roth woont en werkt vanuit Wenen.

## Opleiding en residenties
Tussen 2005 en 2011 heeft Roth gestudeerd aan de Akademie der bildenden Künste Wien, waar hij lessen heeft gevolgd bij Gerhard Richter en Franz Graf. Daarnaast heeft hij residenties gehad bij Villa Arson in Nice en Kunstraum St.Virgil in Salzburg.

## Oeuvre
In tegenstelling tot traditionele schilderijen die de natuur figuratief weergeven, integreert Roth de natuur in het maakproces van zijn kunstwerken. Zijn werken zijn daarom niet representatief in de klassieke zin, zoals een schilderij van een landschap, maar eerder uitdrukkingen waarin de natuur zelf een actieve rol speelt. De kunstenaar experimenteert met nieuwe vormen van schilderen en afbeelden.
Een goed voorbeeld hiervan is het schilderij Ottenstein, waarvoor Roth een canvas op een vlot plaatste en liet drijven in het gelijknamige Oostenrijkse stuwmeer. Bij de presentatie van dit werk in de galerie Dürst Britt & Mayhew werd ook een video getoond die het maakproces vastlegde. Hiermee werd het performatieve aspect van het werk benadrukt: het proces van creatie is net zo belangrijk als het uiteindelijke schilderij.
Een ander sprekend voorbeeld zijn de Flower Paintings, die zijn gemaakt door met bloemen op het doek te schilderen. De restanten van de bloemen zijn nog zichtbaar in het eindresultaat. Doordat verschillende bloemsoorten zijn gebruikt, variëren de structuren en verfstroken.
Het werk Come as you are is een installatie bestaande uit een X-vormig houten rek met ontlijstte schilderijen, ‘mislukte’ werken en stukken doek die als palet of schoonmaakdoek zijn gebruikt. Deze elementen vormen samen een nieuw kunstwerk dat niet alleen de perfecte eindresultaten toont, maar juist het experimentele en zoekende schilderproces visualiseert.

## Tentoonstellingen
David Roth's werk gepresenteerd in tal van solo- en duo-exposities op internationaal niveau.
In 2006 presenteerde Roth samen met Eva Schlögl Gut! in Kunstraum St. Virgil (Salzburg), en had hij een solo-expositie Weiss Roth in Semperdepot (Wenen). In 2010 exposeerde hij met Quatre yeux voient plus que deux in Studio 14 / Villa Arson (Nice), en Od a do b in Kino Mosor (Zagreb). Roth exposeerde mede met Orgy Now in Ve.sch (Wenen) in 2012 en Remember in New Jörg (Wenen) en Parallel in Altes Zollamt (Wenen) in 2014. In 2017 was Roth samen met Claire de Foucauld te zien in de expositie Danse bij Kaeshmaesh (Wenen).
Belangrijke duo-exposities waren Somewhere Elsewhere met Claire de Foucauld in 2018 bij Fortuna (Wenen) en Vogl/Roth met Christoph Vogelbauer in het Skulpturinstitut (Wenen). In 2019 presenteerde hij de solo-expositie An Introduction to Painting bij Dürst Britt & Mayhew (Den Haag).  Daarnaast nam Roth ook deel aan belangrijke beurzen, zoals  Art Rotterdam (2020), Vienna Contemporary (2020) en Art Cologne (2021). In 2021 toonde hij zijn werk ook in de expositie Imagine bij Bildraum 01 (Wenen) en in 2022 was hij te zien met de expositie Method Acting in Galeria Alegria (Barcelona).

## Werk in collecties
Het werk van Roth is in verscheidene publieke en private kunstcollecties opgenomen, zoals:
- Landesmuseum Burgenland
- Azko Nobel Art Foundation
- Askenov Family Foundation
- Luciano Benneton Collection